# ジェフリー・ビール
ジェフリー・ビール（英: Jeffrey Beall）は、アメリカのコロラド大学デンバー校のオーラリア図書館(en:Auraria Library）の准教授。
司書だった時、捕食出版という用語と概念を確立し、ビールのリストを作成したことで知られている。
ビールは捕食出版を批判し、チャールストン・アドバイザー（en:Charleston Advisor）や ネイチャー、 Learned Publishingなどに、捕食出版の問題点を指摘した。
捕食出版の批判では世界中の多くの研究者からの賛同が得られた。しかし、捕食出版社から強い抗議を受け、多くの学術誌専門家から批判され、さらに、ビールはコロラド大学デンバー校と同校の同僚たちから支援が得られなかった。
スイスの出版社（en:Frontiers Media）は捕食出版社と指摘されたことに怒り、ビールを激しく攻撃した。また、コロラド大学デンバー大学からの激しいプレッシャーにも直面した。これらが直接の原因で、ビールは2017年1月、失職することを恐れ、リストを削除した。そして、2018年3月、コロラド大学デンバー校を退職した。

## 経歴
ビールはカリフォルニア州立大学ノースリッジ校でスペイン語学の学士号を取得（1982年）し、オクラホマ州立大学で英語学の修士号を取得（1987年）した。さらに、ノースカロライナ大学チャペルヒル校で図書館学の修士号を取得（1990年）した。
2012年、コロラド大学デンバー校の准教授になりテニュアを得た。
2013年7月のチャールストン・アドバイザーでのインタビューで、ビールが最も影響を受けた人物は、フレッド・キルゴア（Fred Kilgour）だと述べている。

## 捕食出版の批判
ビールは、オープンアクセス学術誌を、著者が論文掲載料を払う「ゴールド・モデル」と、払わない「プラチナ・モデル」に分類し、「ゴールド・モデル」は乱用されやすい。また、「論文出版に際して、学者と学術出版社の間に金銭的な取引をするシステムが、学術出版システムを崩壊している」と主張した。伝統的な学術出版システムでは、論文出版に際して、学者と学術出版社の間に金銭は絡んでこなかったが、それは大きな利点だった。ところが、そこに金銭が絡み、著者から高額な論文掲載料を受け取り論文を出版する捕食出版社が出現し、粗悪な論文を出版するという問題が生じてきた。
2012年6月のインタビューで、ビールは、「プラチナ・モデル」を支持し、「私が見た唯一の真の成功モデルは伝統的な学術出版システムである」と述べている。
2013年12月、ビールはオープンアクセス誌であるTripleCに、オープンアクセス出版の賛同者を批判したコメントを発表した。つまり、多くのオープンアクセス学術誌に掲載された論文は、質が低いこと、査読が無いか無いに等しいこと、質の悪い論文を読むことで大勢の人が害を受けること、若手の学者が出版するとキャリアにキズがつくとした。オープンアクセス出版運動は、営利出版社を殺し、学術出版を協同組合的で社会主義的な企業にするという目標を追求している反営利運動だ、と批判した。さらに、一貫した査読と出版物の長期保存をしている伝統的な学術出版システの利点を無視している、と批判した。
ビールはまた、問題の学術誌をリストに含めるか否かの判断で、その学術誌を出版している出版社から提供されたデータに頼っているオープンアクセス学術誌要覧 （Directory of Open Access Journals）も批判した。
2017年6月、ビールは、捕食出版の歴史、その問題への彼の関与、上記の批判の大部分の要約し論文として発表した。

## ビール・リスト
ジェフリー・ビールが、2008年に個人的に捕食出版社と捕食学術誌のリストを作成したのが始まりで、2010年半ばにはリストは確立されていた。
2011年には18件の出版社がリストされたが、2013年に225社、2015年には693社 2016年12月29日には923件の出版社がリストされるまでになった。
スイスの出版社（en:Frontiers Media）は捕食出版社と指摘されたことに怒り、ビールを激しく攻撃した。また、コロラド大学デンバー大学からの激しいプレッシャーにも直面した。これらが直接の原因で、ビールは2017年1月、失職することを恐れ、ビール・リストを削除した 。

## 法的脅威
2013年2月、オープンアクセス出版社であるカナダ科学教育センター（Canadian Center for Science and Education）から、ビール・リストに捕食出版社とリストされているのは名誉毀損だという手紙を受け取った。手紙はまた、ビール・リストから会社名を削除しなかった場合、「民事訴訟」で訴えると述べていた。
2013年5月、インドのオミックス・インターナショナル社（en:OMICS International）からも法的脅威を受けた。オミックス・インターナショナル社の学術誌をビール・リストに捕食学術誌としてリストしたことを告訴すると伝えられた。インドの情報技術法（Information Technology Act, 2000）の条項66Aに基づき、損害賠償額は10億ドルであると通知された。なお、66A条項は、2015年に別の事件でインドの最高裁判所が違憲と判断した。

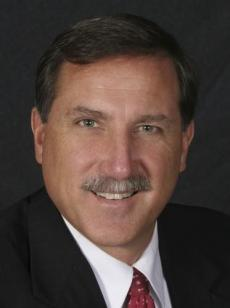
United States Attorney Daniel Bogden

2016年8月25日、米国の連邦取引委員会と連邦検事en:Daniel Bogdenは、オミックス・インターナショナル社（OMICS International）のCEOであるスリヌバブ・ゲデラ（Srinubabu Gedela）を、詐欺的なビジネスである捕食学術業をしていたことでネバダ州地方裁判所に提訴した。
ビールは米国連邦取引委員会の訴訟に喜んだ。オミックス・インターナショナル社（OMICS International）は捕食学術業で訴えられた最初の学術出版社だった。
訴状はオミックス・インターナショナル社が「出版物の仕方についての研究者をだました。また、論文掲載料が数百から数千ドルなのを隠していた」と主張していた。
2017年11月、ネバダ州地方裁判所は、オミックス・インターナショナル社（OMICS International）に仮差止め命令を下した。